# Myrtille Georges
Myrtille Georges (* 21. Dezember 1990 in Granville) ist eine französische Tennisspielerin.

## Karriere
Georges begann mit fünf Jahren mit dem Tennisspielen. Sie gewann bei Turnieren des ITF Women’s Circuit neun Einzel- und fünf Doppeltitel. Ihre bislang höchsten Platzierungen in der Weltrangliste erreichte sie mit den Positionen 168 im Einzel und 290 im Doppel.
In den Jahren 2012 bis 2015 konnte Georges jeweils mit einer Wildcard zur Qualifikation der French Open antreten; 2012, 2013 und 2015 schied sie bereits in der ersten, 2014 in der zweiten Qualifikationsrunde aus. 2016 erhielt sie eine Wildcard für das Hauptfeld der French Open, in dem sie die zweite Runde und damit ihr bislang bestes Ergebnis bei Grand-Slam-Turnieren erzielte.

## Turniersiege

### Einzel
| Nr. | Datum             | Turnier               | Kategorie   | Belag             | Finalgegnerin         | Ergebnis      |
| --- | ----------------- | --------------------- | ----------- | ----------------- | --------------------- | ------------- |
| 1.  | 4. September 2011 | Apeldoorn             | ITF $10.000 | Sand              | Lesley Kerkhove       | 7:5, 6:4      |
| 2.  | 1. April 2012     | Le Havre              | ITF $10.000 | Sand (Halle)      | Ysaline Bonaventure   | 5:7, 7:5, 6:0 |
| 3.  | 18. Januar 2015   | El Kantaoui           | ITF $10.000 | Hartplatz         | Estelle Cascino       | 6:4, 6:2      |
| 4.  | 16. März 2015     | El Kantaoui           | ITF $10.000 | Hartplatz         | Isabella Schinikowa   | 6:4, 6:0      |
| 5.  | 6. September 2015 | Barcelona             | ITF $15.000 | Sand              | Georgina García Pérez | 6:3, 7:63     |
| 6.  | 7. Februar 2016   | Grenoble              | ITF $25.000 | Hartplatz (Halle) | Indy de Vroome        | 7:64, 6:2     |
| 7.  | 7. Mai 2017       | La Marsa              | ITF $25.000 | Sand              | Alexandra Panowa      | 6:1, 6:1      |
| 8.  | 15. Oktober 2017  | Cherbourg-en-Cotentin | ITF $25.000 | Hartplatz (Halle) | Audrey Albié          | 6:4, 3:6, 7:5 |
| 9.  | 3. März 2019      | Mâcon                 | ITF $25.000 | Hartplatz (Halle) | Lesley Kerkhove       | 6:3, 6:3      |

### Doppel
| Nr. | Datum            | Turnier     | Kategorie   | Belag        | Partnerin            | Finalgegnerinnen                     | Ergebnis          |
| --- | ---------------- | ----------- | ----------- | ------------ | -------------------- | ------------------------------------ | ----------------- |
| 1.  | 7. August 2010   | Rebecq      | ITF $10.000 | Sand         | Emilie Bacquet       | Kika Hogendoorn Elke Lemmens         | 6:3, 4:6, [11:9]  |
| 2.  | 31. März 2012    | Le Havre    | ITF $10.000 | Sand (Halle) | Celine Ghesquiere    | Manon Arcangioli Kinnie Laisné       | 6:4, 6:2          |
| 3.  | 2. Juli 2012     | Denain      | ITF $25.000 | Sand         | Celine Ghesquiere    | Michaela Hončová Isabella Schinikowa | 6:4, 6:2          |
| 4.  | 17. Januar 2015  | El Kantaoui | ITF $10.000 | Hartplatz    | Celine Ghesquiere    | Kristýna Hrabalová Vendula Žovincová | 6:76, 6:2, [10:5] |
| 5.  | 14. März 2015    | El Kantaoui | ITF $10.000 | Hartplatz    | Isabella Schinikowa  | Magali Kempen Chanel Simmonds        | 1:6, 6:4, [10:2]  |
| 6.  | 22. Februar 2020 | Glasgow     | ITF $25.000 | Hartplatz    | Kimberley Zimmermann | Lara Salden Clara Tauson             | 7:62, 7:65        |